# 在外同胞法違憲訴訟
在外同胞法違憲訴訟（ざいがいどうほうほういけんそしょう、朝鮮語: 재외동포법위헌소송）は、「在外同胞の出入国と法的地位に関する法律（재외동포의 출입국과 법적 지위에 관한 법률）」の第2条第2号の規定が、憲法第11条の平等原則に反すると認めた大韓民国憲法裁判所の判決（2001年11月29日）。

## 概要
韓国政府は、在外同胞たちの出入国と韓国内での法的地位を保証するために、在外同胞の出入国と法的地位に関する法律を制定したが、韓国政府樹立（1948年8月15日）以前に海外へ移住した者とその直系血族を在外同胞の範疇から除外したことにより、中国国籍の在外同胞（朝鮮族）3人が、法律で規定する優遇措置を受けることができず、人間の尊厳と価値および幸福追求権、平等権などを侵害されたと主張、違憲確認を求めた。

## 条文
在外同胞法第2条（定義）
この法で、「在外同胞」とは次の各号の一つが該当する者をさす。
1. 大韓民国の国民として外国の永住権を取得した者、または永住する目的で外国へ居住する者（以下、「在外国民」と呼称）
2. 大韓民国の国籍を保有していた者、またはその直系血族として外国国籍を取得した者のうち、大統領令により定めた者（以下、「在外国籍同胞」と呼称）

在外同胞法施行令 第3条（外国国籍同胞の定義）
在外同胞法第2条第2号で「大韓民国の国籍を保有していた者またはその直系血族として外国国籍を取得した者のうち、大統領令が定めた者」とは、次の各号の一つに該当する者をさす。
1. 大韓民国樹立以後に国外へ移住した者のうち、大韓民国の国籍を喪失した者とその直系血族。
2. 大韓民国樹立以前へ国外へ移住した者のうち、外国国籍取得以前に大韓民国の国籍を明示的に確認された者とその直系血族。

## 違憲判決の主文
1. 在外同胞の出入国と法的地位に関する法律（1999年9月2日 法律第6015号で制定されたこと）第2条第2号、在外同胞の出入国と法的地位に関する法律施行令（1999年11月27日 大統領令第16602号で制定されたこと）第3条は憲法の規定に合致しない。
2. これら条項は2003年12月31日を時限として立法者が改定する時まで継続して適用される。

## 改正在外同胞法
違憲判決に従い、2004年3月に改正在外同胞法が公布される。在外同胞の定義（第2条第2項）に「大韓民国樹立以前に国外へ移住した同胞」という文言が含まれた。しかし、法律の適用には戸籍の確認が必要で、主に19世紀に中国へ移住した朝鮮族が優遇措置を受けるのは依然として難しいままに置かれた。

## 在外同胞法をめぐる動き
1998年
- 9月28日 在外同胞法修正案を発表。
- 12月 在外同胞法において中国朝鮮族及び旧ソ連在住の同胞を除外する修正案が固まる。
- 12月17日　国務会議を開き、在外同胞法を審議、議決。

1999年
- 8月6日 49の市民社会団体が合同で「金持ち同胞だけに法的地位を与える海外同胞特別法の同胞差別条項を廃止しろ」という連帯声明を発表。
- 8月12日 在外同胞法可決。
- 8月17日 62の市民社会団体がソウルの明洞聖堂で記者会見を開き、在外同胞法の撤回を要求。
- 8月 ソウルの明洞聖堂に在外同胞法撤回を求め市民社会団体が篭城。
- 8月23日 市民団体と朝鮮族が明洞聖堂で記者会見を開き、在外同胞法が憲法上の平等権を侵害したとして訴訟を起こすと発表。
- 12月3日　在外同胞法施行

2001年
- 11月29日 在外同胞法は憲法違反と判決。

2003年
- 9月23日 在外同胞法改正案が立法予告される。
- 10月12日 在外同胞法改正案に反対する糾弾集会が、ソウル地下鉄2号線九老工団駅前で開かれる。憲法違反の判決趣旨を改正案が反映していないと主張。

2004年
- 3月 改正在外同胞法が公布される。

2011年
- 8月23日 350名余りの朝鮮族が憲法裁判所に集まり、在外同胞法の適用を求める請願書を提出する[1]